# Bailey De Young
Bailey De Young, nata Bailey Buntain (Sacramento, 16 settembre 1989), è un'attrice e ballerina statunitense, conosciuta per il ruolo di Lauren Cooper nella sitcom di MTV Faking It - Più che amiche.

## Biografia
Ha iniziato la sua formazione come ballerina a 7 anni, si è laureata alla Dramatic Academy (AMDA) a New York ed ha ottenuto il ruolo di Ginny nella serie televisiva della ABC Family A passo di danza, poco dopo la sua laurea. Nel 2014, ha fatto una comparsa nella sitcom Baby Daddy e, sempre nello stesso anno, ottiene il ruolo di Lauren Cooper, sorellastra di Amy Raudenfeld (Rita Volk) nella sitcom di MTV Faking It - Più che amiche.
Lei ed il musicista Tyler DeYoung si sono sposati il 3 agosto 2014, ed è mamma di due figli.

## Filmografia

### Televisione
- A passo di danza (Bunheads) - serie TV, 18 episodi (2012-2013)
- The Middle - serie TV, 2 episodi 4x03-4x21 (2012-2013)
- Baby Daddy - serie TV, 1 episodio 3x11 (2014)
- Petals on the Wind, regia di Karen Moncrieff – film TV (2014)
- Faking It - Più che amiche (Faking It) - serie TV (2014-2016)
- Una mamma per amica (Gilmore Girls) - serie TV (2016)
- La fantastica signora Maisel (The Marvelous Mrs. Maisel) - serie TV (2017)

## Doppiatrici italiane
Nelle versioni in italiano delle opere in cui ha recitato, Bailey De Young è stata doppiata da:
- Veronica Puccio in A passo di danza, La fantastica signora Maisel
- Lucrezia Marricchi in The Middle
- Tiziana Martello in Faking it - Più che amiche